# Vietnam del Sud
Il Vietnam del Sud o Repubblica del Vietnam è il nome comunemente usato per indicare uno Stato esistito tra il 1955 e il 1976 nella parte meridionale del Vietnam che si trovava a sud del 17º parallelo. Era contrapposto politicamente al Vietnam del Nord e situato a sud di esso. La divisione del Vietnam fu dichiarata durante la conferenza di Ginevra, dopo la fine del dominio francese in Indocina.
Aveva come capitale Saigon, tuttora città più popolosa del Vietnam con il nome ufficiale di città di Ho Chi Minh dal nome del segretario e leader indiscusso del Partito Comunista del Vietnam del Nord, sino alla morte avvenuta nel 1969. Il Vietnam del Sud era alleato con gli Stati Uniti in contrapposizione al Vietnam del Nord, Paese comunista appoggiato da Cina e Unione Sovietica che, alla fine della guerra del Vietnam prevalse e riunificò il Paese.

## Storia
Dopo la seconda guerra mondiale il movimento Viet Minh guidato da Ho Chi Minh proclamò l'indipendenza dell'intero Vietnam dal dominio coloniale francese, mentre nel 1949 i politici non comunisti decisero di fondare a Saigon un governo liberale guidato dall'ex imperatore Bảo Đại. Nel 1954 la conferenza di Ginevra riconobbe due Stati, il Vietnam del Nord e il Vietnam del Sud, divisi dal 17º parallelo e governati rispettivamente dal partito comunista e dall'ex imperatore (con l'appellativo di "Sua Maestà il Capo di Stato"). Tuttavia la monarchia sud–vietnamita divenne ben presto impopolare, in quanto la famiglia imperiale era considerata troppo filofrancese e collaborazionista. Nell'ottobre 1955 il primo ministro Ngô Đình Diệm promosse un referendum per stabilire il futuro assetto istituzionale del Paese: la consultazione venne controllata e manipolata da Diệm che in questo modo riuscì a fare abolire la monarchia e a deporre Bảo Đại, senza spargimenti di sangue. Il 26 ottobre Diệm, grazie al supporto dei servizi segreti statunitensi e forte del 98% dei voti, si autonominò primo presidente della neo-proclamata Repubblica del Vietnam del Sud; il referendum fu tuttavia caratterizzato da marcati brogli elettorali: nella capitale Saigon Diệm risultò ottenere ben 600.000 voti a fronte dei soli 450.000 iscritti. Nonostante alcuni successi in campo politico, economico e sociale, più il suo potere si consolidava nel Paese, più cresceva il carattere dispotico e dittatoriale del suo governo: promulgò la To Cong, una feroce campagna anticomunista e lanciò una vera e propria campagna militare interna per annientare gli avversari del regime. È in questo clima di escalation repressiva che sono da inquadrare le note proteste dei monaci buddhisti che culminarono nell’autoimmolazione del monaco Thích Quảng Đức.
Il presidente fu ucciso nel 1963 nel corso di un colpo di Stato che inaugurò una serie di brevi regimi militari. Nguyễn Văn Thiệu governò il Vietnam del Sud per un decennio, fino alla caduta di Saigon nel 1975, quando si dimise e fuggì a Taiwan dopo avere nominato come suo successore il vicepresidente Trần Văn Hương. Un ultimo atto di difesa fu fatto dalla 18ª Divisione nella battaglia di Xuan Loc guidata dal maggior generale Lê Minh Đảo.
Dopo una sola settimana in carica Tran Van Huong consegnò la presidenza al generale Dương Văn Minh ("Big Minh"). Minh fu visto come una figura conciliante verso il Nord e si sperava potesse negoziare un accordo più favorevole per mettere fine alla guerra. Il Nord non era interessato a negoziare e i suoi carri non trovarono grande opposizione sino alla caduta di Saigon. Il presidente Minh si arrese senza condizioni il 30 aprile 1975. Durante le ore che precedettero la resa, gli Stati Uniti iniziarono una massiccia evacuazione dell'ambasciata di Saigon con l'operazione Frequent Wind. Le evacuazioni inclusero il personale del Governo degli Stati Uniti come anche alti membri dell'esercito sud-vietnamita (ARVN) e altri locali giudicati come potenziali bersagli di persecuzione da parte dei comunisti. Molti degli sfollati furono presi direttamente dagli elicotteri e portati nelle portaerei in attesa al largo della costa. L'evacuazione fu interrotta dalla Marina degli Stati Uniti: tutti i marine e i diplomatici furono evacuati, ma migliaia di sud-vietnamiti aspettarono invano sul tetto dell'ambasciata statunitense gli elicotteri che non arrivarono mai.

## Esercito
Il 26 ottobre 1956 i militari furono riorganizzati dall'amministrazione del presidente Ngô Đình Diệm che istituì l'Esercito della Repubblica del Vietnam, (ARVN, pronunciato "arvin"). Inizialmente l'obiettivo della lotta era la guerriglia dei combattenti Vietcong, o Fronte di Liberazione Nazionale, un movimento ribelle rifornito dal Vietnam del Nord. Gli Stati Uniti, sotto l'amministrazione del Presidente Kennedy inviarono consiglieri e una grande quantità di sostegno per aiutare l'ARVN nella lotta ai Vietcong. L'ARVN e il presidente Diệm cominciarono a essere criticati dalla stampa estera quando le truppe furono impiegate per schiacciare i gruppi religiosi meridionali come il Cao Đài e il Hòa Hảo, così come l'incursione nei templi buddisti che Diệm accusò di ospitare guerriglieri comunisti.

## Lista dei presidenti
| Periodo                            | Nome             | Partito  |
| 26 ottobre 1955 - 2 novembre 1963  | Ngô Đình Diệm    | Can Lao  |
| 2 novembre 1963 - 30 gennaio 1964  | Dương Văn Minh   | Militare |
| 30 gennaio 1964 - 25 febbraio 1965 | Nguyễn Khánh     | Militare |
| 25 febbraio 1965 - 21 aprile 1975  | Nguyễn Văn Thiệu | Militare |